# Cédric Bakambu
Cédric Bakambu (Vitry-sur-Seine, 11 april 1991) is een Franse voetballer van Congolese afkomst die doorgaans als aanvaller speelt. Hij tekende in januari 2024 bij Real Betis. Bakambu debuteerde in 2015 in het voetbalelftal van Congo-Kinshasa.
Bakambu stroomde in 2010 door uit de jeugd van FC Sochaux. Hiervoor maakte hij op 7 augustus 2010 zijn debuut in het eerste elftal, tijdens een wedstrijd in de Ligue 1 tegen AC Arles-Avignon.

## Clubstatistieken
| Seizoen         | Club                   | Competitie         | Competitie | Competitie | Beker | Beker | Internationaal | Internationaal | Totaal | Totaal |
| Seizoen         | Club                   | Competitie         | Wed.       | Dlp.       | Wed.  | Dlp.  | Wed.           | Dlp.           | Wed.   | Dlp.   |
| --------------- | ---------------------- | ------------------ | ---------- | ---------- | ----- | ----- | -------------- | -------------- | ------ | ------ |
| 2010/11         | FC Sochaux             | Ligue 1            | 9          | 0          | 2     | 0     | —              | —              | 11     | 0      |
| 2011/12         | FC Sochaux             | Ligue 1            | 21         | 3          | 2     | 0     | —              | —              | 23     | 3      |
| 2012/13         | FC Sochaux             | Ligue 1            | 33         | 8          | 5     | 3     | —              | —              | 38     | 11     |
| 2013/14         | FC Sochaux             | Ligue 1            | 31         | 7          | 4     | 0     | —              | —              | 35     | 7      |
| 2014/15         | Bursaspor              | Süper Lig          | 27         | 13         | 12    | 8     | —              | —              | 39     | 21     |
| 2015/16         | Villarreal CF          | Primera División   | 34         | 12         | 3     | 1     | 13             | 9              | 50     | 22     |
| 2016/17         | Villarreal CF          | Primera División   | 26         | 11         | 1     | 1     | 7              | 0              | 34     | 12     |
| 2017/18         | Villarreal CF          | Primera División   | 15         | 9          | 1     | 2     | 5              | 3              | 21     | 14     |
| 2018            | Beijing Guoan          | China Super League | 23         | 19         | 5     | 4     | —              | —              | 28     | 23     |
| 2019            | Beijing Guoan          | China Super League | 16         | 10         | 3     | 3     | 6              | 3              | 26     | 16     |
| 2020            | Beijing Guoan          | China Super League | 19         | 14         | 0     | 0     | 1              | 0              | 20     | 14     |
| 2021            | Beijing Guoan          | China Super League | 13         | 5          | 0     | 0     | —              | —              | 13     | 5      |
| 2021/22         | Olympique de Marseille | Ligue 1            | 12         | 4          | 2     | 0     | 7              | 0              | 21     | 4      |
| 2022/23         | Olympique de Marseille | Ligue 1            | 3          | 0          | 0     | 0     | —              | —              | 3      | 0      |
| 2022/23         | Olympiacos             | Super League       | 32         | 18         | 5     | 0     | —              | —              | 37     | 18     |
| 2023/24         | Galatasaray            | Süper Lig          | 10         | 1          | 0     | 0     | 6              | 1              | 16     | 2      |
| 2023/24         | Real Betis             | Primera División   | 0          | 0          | 0     | 0     | —              | —              | 0      | 0      |
| Carrière totaal | Carrière totaal        | Carrière totaal    | 324        | 134        | 45    | 22    | 45             | 15             | 415    | 172    |

Bijgewerkt t/m 2 februari 2024

## Interlandcarrière
Bakambu speelde meerdere interlands voor verschillende nationale jeugdelftallen van Frankrijk. Hij behoorde onder meer tot de selectie die in 2010 het Europees kampioenschap –19 won in eigen land. Bakambu debuteerde in 2015 in het voetbalelftal van Congo-Kinshasa. Hiermee nam hij deel aan het Afrikaans kampioenschap 2017 en het Afrikaans kampioenschap 2019.

## Erelijst
| Europees kampioen -19 | 1x | 2010 |